# Anatoli Konkov
Anatoli Konkov (ucraïnès: Анато́лій Дми́трович Конько́в)  (Khrustalni, 19 de setembre de 1949 - Kíiv, 4 d'octubre de 2024) fou un futbolista ucraïnès de la dècada de 1970 i entrenador.
Fou 47 cops internacional amb la selecció soviètica amb la qual participà en els Jocs Olímpics d'Estiu de 1976.
Pel que fa a clubs, defensà els colors de Avanhard, Shakhtar i FC Dinamo de Kíev.